# De koningin van Paramaribo
De koningin van Paramaribo is de debuutroman van de Nederlandse schrijver Clark Accord (1961 – 2011) uit 1999. Het meerstemmige verhaal dat de in Paramaribo geboren schrijver vertelt, is de waargebeurde geschiedenis van Wilhelmina Angelica Adriana Merian Rijburg, alias Maxi Linder (1902-1981), Surinames beroemdste prostituée.
Acht jaar voor het verschijnen van De koningin van Paramaribo raakte Accord gefascineerd door het levensverhaal van Maxi Linder. Na het zien van de musical Evita in New York was de schrijver op zoek gegaan naar een vrouw die de wereld naar haar hand wist te zetten, maar daar ook het slachtoffer van werd. Hij zocht naar een 'echt' onderwerp voor een verhaal, want op een relaas over zijn eigen leven zat naar eigen zeggen niemand te wachten. Door een lange periode van research en interviews kreeg zijn verhaal over een van de meest kleurrijke inwoners van Paramaribo eindelijk vorm. In 1999 verscheen de roman bij de Amsterdamse uitgeverij Vassallucci.
Het boek werd een bestseller. Bij de dertigste druk waren al meer dan 120.000 exemplaren verkocht. Vertalingen werden uitgebracht in Duitsland, Spanje, Latijns-Amerika en Finland. 
Op verzoek van Theater Cosmic schreef Accord in 2000 op basis van de roman de theatermonoloog De koningin van Paramaribo - De gevallen vrouw bestaat niet. Het stuk werd geregisseerd door PvdA-politicus John Leerdam met Helen Kamperveen als Maxi Linder. De monoloog is in 2010 bewerkt tot muziektheatervoorstelling waarvoor Accord opnieuw de tekst schreef. De artistieke leiding en liedteksten waren in handen van Anousha Nzume; Inna van den Hogen was de regisseur. Het stuk speelde in diverse theaters in Nederland. In 2011 werd het muziektheaterstuk opnieuw honderd keer opgevoerd in een nieuwe enscenering, die Accord zelf geen enkele keer heeft kunnen bijwonen.

## Verhaal
De koningin van Paramaribo begint en eindigt met de dood van hoofdpersoon Maxi Linder. Accord schets het meeslepende verhaal van de opkomst en de ondergang van een vrouw die immer onderwerp van roddel en achterklap was. In de proloog wordt Maxi als bejaarde vrouw voorgesteld. Het is 1981 en zij ligt na een val in haar kleine kamertje op sterven. Op het moment dat de buurvrouw binnenkomt en zij Maxi aantreft in haar eigen vuil maakt het boek een sprong terug in de tijd, naar 1902, waarna het levensverhaal van Wilhelmina Rijburg vanaf haar geboorte in chronologische volgorde wordt verteld.  De roman beschrijft hoe zij als pubermeisje wordt verkracht door een vriend van de familie, Nelis. Niet veel later komt zij terecht in het hoerenleven. Haar topjaren als prostituee beleeft Maxi in de jaren dertig. Haar bijzondere erotische aantrekkingskracht zorgt ervoor dat ze populair is. Ze stelt hoge eisen aan haar klanten: "Ik doe het alleen met big shots […] Lui met veel geld. Van de meisjes die het met kerels doen die elk dubbeltje bij elkaar moeten schrapen hoor ik alleen maar hoofdpijnverhalen." (p. 72) Kieskeurigheid levert Maxi alleen mannen op die voor een avontuurtje met haar flink in de buidel willen tasten. Het fortuin dat de prostituee hierdoor opbouwt wordt steeds groter. Met het geld dat zij verdient onderhoudt ze arme kinderen. Als een soort Robin Hood komt zij op voor de mensen in haar omgeving die de eindjes niet aan elkaar kunnen knopen. Haar liefdadigheidsoptredens doen de lezer bijna vergeten dat de fascinerende vrouw zeker niet de gemakkelijkste was. Om zich staande te houden tegenover de concurrentie bedient Maxi Linder zich van listen, bluf en haar grote mond.
De roman schetst niet slechts het portret van Maxi Linder. Accord  heeft de historie van Suriname in deze eeuw in het verhaal verweven. De lezer komt het een en ander te weten over het sociale leven in vooroorlogs Paramaribo. In het dorp lijkt prostitutie bijna geaccepteerd. De komst van revolutionair Anton de Kom wordt kort genoemd. "'Die contractarbeiders worden gewoon opgehitst door die communist van een De Kom. Met zulke mensen moet je uitkijken – voor je het weet hitsen ze de hele bevolking op tegen het gouvernement,' antwoordde de man". (p. 83) Ook de semi-bezetting van Suriname door de Amerikanen tijdens de Tweede Wereldoorlog komt voorbij. Maxi Linder is getuige van een vergeten schandvlek van de geschiedenis: de internering tijdens de oorlog van alle hoeren van Paramaribo uit angst voor de verspreiding van geslachtsziekten. Tijdens een razzia in 1943 wordt zij opgepakt en samen met de andere motyo's komt ze vast te zitten in Fort Zeelandia. In 1944 komen vrouwen op Katwijk terecht waar zij uniformen moeten naaien voor de Surinaamse Schutterij. "Ik zat die middag in mijn bordeel aan de Saramaccastraat toen ze binnenkwamen. Er was natuurlijk iemand die me verlinkt had […] Meisje, dat is nog niets! Sommige meisjes werden zelfs hun huis uitgesleurd." (p. 168)
In De koningin van Paramaribo verstopt Accord een niet al te moeilijk vindbaar eerbetoon aan zijn literaire voorbeeld: Cynthia McLeod. In een van de laatste hoofdstukken bezoekt Maxi de zaak van een vroegere collega-prostituee Agutobo. De vrouw, die het verleden achter zich heeft gelaten en zich liever weer Mathilde laat noemen, heeft een keukenmeid die de naam Cynthia draagt: 
'Sorry, mevrouw, de suiker was bijna overal uitverkocht. Ik heb er de halve stad voor moeten aflopen.'
'Je hebt er toch niet te veel voor betaald?'
Een subtiele verwijzing naar McLeods bestseller Hoe duur was de suiker (1987).

## Sranantongo
Accord neemt in zijn roman de nodige termen uit het Sranantongo op. Zo wordt bijvoorbeeld vaak tjoerie gemaakt. De woordenlijst achter in het boek legt uit: "tjilpend geluid dat gemaakt wordt door de lippen te stulpen en de lucht naar binnen te zuigen: gebaar van afkeuring." Het zijn bijna nooit hele zinnen, zodat de lezer die niet thuis is in het Sranan niet in de problemen komt. Uitzondering wordt gemaakt wanneer Maxi Linder en klant in het oor fluistert: "Swit' kontrentyi, te yu go yu sa kon baka." – "Zoete geneugten, ga en je zult wederkeren."  (p. 115) Het Sranan brengt de lezer dichter bij de personages.

## Receptie
Accord wordt na het verschijnen van zijn boek overspoeld met aandacht van de pers. Rond de roman ontstond onmiddellijk een kleine  hype. Dit tot grote verrassing van de auteur, die zich, tijdens het schrijven meer dan eens had af had gevraagd of de wereld wel zat te wachten op een boek over een ‘hoer’. Deze twijfel blijkt ongegrond. Critici waarderen juist zijn onderwerpskeuze, maar vallen de jonge debutant aan op zijn stijl. Pieter Steinz schrijft hierover in zijn recensie voor NRC: "De amateuristische indruk die De koningin van Paramaribo maakt, wordt nog versterkt door de vele spel- en zetfouten in de tekst […] Het is moeilijk om dan nog bewondering op te brengen voor de aspecten van Accords roman die wel geslaagd zijn, zoals het levendige beeld van de hoerengemeenschap en het effectieve gebruik van Surinamismen (de 'smoelcourant' voor het roddelcircuit, 'op de peinsbrug zitten' voor piekeren) en zinnetjes Sranan." In Een geschiedenis van de Surinaamse literatuur noemt Michiel van Kempen de kroniek van Accord "stilistisch een verre van onberispelijk boek". Het grote publiek vergeeft Accord de beginnerskwalen. Het boek is ruim 120.000 keer verkocht, beleefde eenendertig herdrukken en verscheen ook in het Duits, Spaans en Fins.

## Stijl
Accord heeft, anders dan veel andere historische romanciers, expres niet gekozen voor een ik-figuur of een alwetende verteller. De auteur ging, zodra hij tijdens zijn zoektocht naar een legende om over te schrijven stuitte op Maxi Linder, op zoek naar mensen die haar hadden meegemaakt. Het verhaal dat wordt verteld is ontstaan uit de informatie die Accord verzamelde met de vele interviews. In ieder hoofdstuk van de roman komt iemand anders aan het woord die zijn of haar persoonlijke ervaringen met de beroemde prostituee uit de doeken doet: de moeder die maar niet kan begrijpen waarom haar dochter een carrière als hoer koos (maar: "een hen vertrapt haar kuikens niet"); de buurman die haar een trauma bezorgde door 'Wilhelmientje' als jong meisje te verkrachten; een jeugdvriendje dat zijn hele leven geobsedeerd blijft door zijn droom van seks met Maxi; een college-prostituees, van wie er één zich ontpopt als concurrente; de straatkinderen die ze financiële steun biedt en natuurlijk de klanten aan wie ze goudgeld verdient met haar seksuele acrobatiek. Er ontstaat een wat afstandelijk portret van de legendarische gezelschapsdame, maar dat was de bedoeling. Accord kent Linder slechts uit verhalen van anderen en zo heeft hij het willen laten. "Ik wilde het verhaal van Maxi schrijven zoals ze leeft onder de mensen", vertelde hij in 1999 een interview met de de Volkskrant. De taal waarmee de personen over Maxi Linder vertellen, klinkt niet alleen volks, maar is ook opvallend modern. Zo wordt de jonge Linder uitgescholden voor 'kutwijf'. Accord vindt dat geen probleem: "Ik heb wel bepaalde woorden weggehaald die te hip waren, maar ik heb er uiteindelijk toch voor gekozen om de stem van de jaren negentig door te laten klinken".

## Een omstreden onderwerp
Tot op het laatste moment vroeg Accord zich af of het publiek, en vooral de Surinaamse mensen, wel zat te wachten op een boek over een zwarte prostituee. "Zo veel boeken verschijnen er in Nederland niet rond prominente Surinamers en nu het dan een keer gebeurt, gaat het nota bene over een hoer", wijst journalist Theo Hakkert Accord in een interview op het risico dat de schrijver nam. De drang die de debutant voelde het verhaal van de dame van lichte zeden in leven te houden woog echter zwaarder dan de angst voor reacties. "Als ik het niet gedaan had, zou Maxi Linder begraven zijn gebleven onder het struikgewas waar ze nu ligt. Maar de meerwaarde die ze heeft gehad, de bijdragen die ze heeft geleverd aan Suriname, maken dat dit boek gerechtvaardigd is." Bij het verschijnen van het boek bleek inderdaad dat de meerwaarde van de bijzondere hoofdpersoon prevaleert boven het feit dat ze een prostituee was. Accords publiek heeft er geen moeite mee te focussen op de goede dingen die de 'Afrodite van Suriname' heeft gedaan.

## Beschrijving van vrouwen
Opvallend in De koningin van Paramaribo is de manier waarop Accord vrouwen beschrijft. Vaak is het vooral het uiterlijk van vrouwelijke figuren dat wordt uitgelicht: "De nauwsluitende paarse jurk van crêpe georgette was bij de laag uitgesneden hals afgewerkt met een strook witte ruche organdie. Aan de zware gouden botoketi om Maxi Linders hals, bungelde een gouden klomp en de straatverlichting werd weerkaatst in de paar zware, gouden armbanden die haar pols sierden." (p. 137) Toch worden vrouwen niet enkel neergezet alsof ze geen 'inhoud' hebben. De vrouwen in Paramaribo hebben bijvoorbeeld wel degelijk door wat er op politiek gebied gaande is in hun land: "'Hoe komt hij er bij om zich met die communisten in te laten! Dat is toch niets voor iemand uit dit vredelievend land!' Betsy's interesse was nu echt gewekt. Politiek was haar stokpaardje. Elke dag las ze de krant – ze ging de deur niet uit zonder er zeker van te zijn dat ze vijf cent bij zich had voor De Banier." (p.84) Ondanks dat de roman het verhaal vertelt van Maxi Linder, komt de lezer nooit te weten wat deze vrouw werkelijk voelt van binnen. Slechts uit de verhalen van haar kennissen kan worden opgemaakt of de superprostituee boos, verdrietig of blij is, maar dit zijn slechts oppervlakkige beschrijvingen. Accord probeert de lezer wel de illusie te geven dat hij dicht bij de gevoelens van Maxi komt: "De bezorgdheid die in haar stem doorklonk en de troostende woorden maakten dat Wilhelmina nog luider begon te gillen. Zachtjes wiegde Trude haar heen en weer, en maakte geluidjes alsof ze een kind in slaap wiegde. Opeens draaide Wilhelmina haar gezicht naar haar toe. Het was opgezwollen van het huilen. 'Kom…' Trude trok haar naar zich toe. Als had ze geen botten in haar lijf gaf ze zich aan haar over." In dit fragment laat Maxi zich troosten na de dood van haar moeder door diens vriendin. Trude vertelt het verhaal, maar kan uiteraard nooit in het hoofd van Maxi hebben gezien wat er in de vrouw om ging.

## Beeldvorming koloniale tijd
De koningin van Paramaribo draagt bij aan een realistischer beeld van de koloniale tijd.  Op de achtergrond van het verhaal speelt de Surinaamse geschiedenis een belangrijke rol. Het boek laat de lezer kennis maken met Suriname op een manier die in Nederland  onbekend is. Zo komen de inzamelingsacties aan bod, die tijdens de Tweede Wereldoorlog werden georganiseerd in de kolonie. Het boek laat zien dat vijandschap tussen de gebieden gepaard ging met momenten waarop Suriname in de relatie meer was dan slechts een blok aan het been van de kolonisator. Het negatieve overheerst niet in Accords boek. De roman moet het besef doen doordringen dat de Surinaamse geschiedenis ook de Nederlandse geschiedenis is. 
Het debuut van Accord schenkt de Surinamers een volksgenoot waar ze trots op mogen zijn, en dat terwijl de auteur de heldin van het verhaal niet bepaald als een heilige opvoert.  In Suriname is Maxi Linder een legende, een volksheld. Het boek maakte veel los in de Surinaamse gemeenschap. Als hij signeerde kreeg Accord mensen aan zijn tafel die zeiden: "Ik vind het heel erg, meneer. Ik was een van die kinderen die haar nariepen en ik heb er zoveel spijt en verdriet van. Onze ouders hebben nooit verteld wat die vrouw heeft betekend." Mensen blijven zo vaak staan praten over Maxi Linder, dat hij sinds kort een cassetterecorder meeneemt om hun verhalen op te nemen.

## Natievorming
De literatuur heeft Suriname tijdens de na de onafhankelijkheid (1975) ondersteund bij het proces van natievorming. Wie politiek onafhankelijk is, moet ook literair een eigen weg inslaan. Dat vonden Amerikaanse schrijvers als Fenimore Cooper en Nathaniel Hawthorne, die begin vorige eeuw probeerden om in thematiek los te komen van de literatuur van ex-kolonisator Engeland. Literatuur is natievorming. Ook De koningin van Paramaribo heeft Surinamers in Nederland en Suriname geholpen bij de zoektocht naar hun identiteit. Het verhaal werd door de Stichting Sunshiptree, waar Accord overigens medeoprichter was van, in 2011 op de planken gezet. Op 23 januari, de dag van de première zat het Amsterdamse Bijlmerparktheater afgeladen vol met Surinaams publiek. De Surinaams-Nederlandse Sarina Voorn speelde de hoofdrol in de muzikale voorstelling waarin het dramatische leven van Maxi Linder op lichte toon werd geschetst. Ernestine Comvalius, directeur van het Bijlmerparktheater, legde na de voorstelling aan recensente Tanja Fraai uit waarom het verhaal een klassieker is: "Het gaat over een vrouw met lef. Het is drama van die koloniale tijd als zwarte vrouw uit een bepaalde sociale klasse. Dat fascineert me." Hoofdrolspeelster Sarina Voorn liet weten het 'een eer' te vinden om Maxi Linder te mogen spelen. "Ze was niet zomaar een hoer. Met het geld dat ze verdiende hielp ze jongeren aan een beter leven." Voorn is in Amsterdam geboren en moest flink oefenen op de gesproken en gezongen teksten in het Sranantongo: "Ik moest erg denken aan mijn Surinaamse tantes die zo'n zin met een bepaald temperament brengen."
Hoe kan het dat dit verhaal zo enthousiast ontvangen is en zo belangrijk lijkt te zijn voor de natievorming? Is het niet vreemd dat de Surinamers zo trots kunnen zijn op een prostituee? Een belangrijk gegeven dat wellicht bij de beantwoording van deze vraag is dat Accord zich in zijn roman nauwelijks moraliserend optreedt. Het verhaal is bijvoorbeeld een frisse en luchtige vertelling in vergelijking met een ander verhaal over het hoerenleven in Paramaribo tijdens het koloniale bewind: De vicieuze cirkel (1978). In deze eerste 'erfroman' over het Caraïbisch gebied beschrijft de Nederlander Tonko Tonckens het leven in de buurt van Paramaribo's Waterkant waar op een erf een aantal hoertjes met hun kinderen woont. "De machteloosheid van het land en zijn bewoners verwoordt Tonckens in de laatste zinnen: 'Eb en vloed, zon en maan, wisselen elkaar af. En aan de trotse Suriname-rivier staan de jonge Surinamers in de verte te staren. Vanuit de verte, vanuit de verte moet het komen.'" (Van Kempen, 2002) Ondanks dat het verhaal een aantal overeenkomsten vertoond met De koningin van Paramaribo is de toon van Tonckens op geen enkele manier te vergelijken met de beschrijvingen van Accord. "Tegelijkertijd verstoort de verteller zijn eigen verhaal door zondagsschoolachtige moralistische overwegingen, die nogal kolderiek aandoen in een verhaal over het hoerenmilieu."  Accord laat het moraliseren over aan de personages en geeft de lezer niet één keer een tik op de vingers wanneer hij stiekem lacht om de brutaliteit van Maxi Linder. Hierdoor geeft hij  Suriname ook de ruimte om trots te zijn op de 'Zwarte parel' van Suriname.